# Loxostege bashgulatis
Loxostege bashgulatis là một loài bướm đêm trong họ Crambidae.